# Париджи, Джулио
Джулио Париджи (итал. Giulio Parigi; 6 апреля 1571, Флоренция — 13 июля 1635, Флоренция) — итальянский ландшафтный архитектор, проектировщик, декоратор, театральный художник. Работал при дворе семьи Медичи во Флоренции, Великое герцогство Тосканское.

## Семья тосканских архитекторов Париджи
Во Флоренции XVI—XVII веков работалo несколько представителей семьи архитекторов Париджи. Альфонсо ди Санти Париджи Первый, или Старший (? — 1590), был родом из Прато. При дворе великих герцогов Тосканы он был учеником и помощником Бартоломео Амманати. После смерти Джорджо Вазари в 1574 году продолжил строительство здания Уффици во Флоренции. Он также был занят на строительстве зданий «Братства Милосердия» (Archiconfraternità di Misericordia), посвящённого помощи раненым и больным (1575—1578), и монастыря Святой Троицы (Santa Trinita).
Наиболее известен Джулио Париджи, сын Париджи Старшего и Алессандры ди Берто Фьяммери. Джулио был учеником придворного архитектора Бернардо Буонталенти, после смерти которого в 1608 году стал руководить оформлением придворных празднеств и постановкой спектаклей при дворе великих герцогов во Флоренции. В 1594 году он был зачислен во флорентийскую Академию рисунка как «живописец»; с 1597 года числился художником при дворе Медичи. Его сын Альфонсо Париджи Младший стал известным архитектором и гравёром, работал вместе с отцом и продолжил его дело после его смерти.

## Творчество Джулио Париджи
Джулио Париджи был разносторонним человеком: математиком, инженером, гравёром, проектировщиком мебели и ювелирных изделий, преподавателем флорентийской Академии, где он читал лекции по геометрии Евклида, преподавал механику, перспективу, гражданскую и военную архитектуру. Он писал фрески, рисовал пейзажи и театральные декорации. Коллеги и соперники считали его самым известным сценографом Италии.
Париджи руководил перестройкой виллы дель Поджио Империале близ Флоренции (1620—1622; ныне Институт Сантиссима-Аннунциата). По его проектам были возведены Больничный приют (Ospedale dei Medicanti, 1621), церковь Сан-Феличе (1634—1635) и фасад Палаццо делла Крочетта (Palazzo della Crocetta) для Марии Магдалины Медичи на площади Сантиссима Аннунциата (ныне Национальный археологический музей Флоренции). Париджи оформил лестницу в Палаццо Джанни-Луккесини-Веньи (Palazzo Gianni-Lucchesini-Vegni 1624). Он построил во Флоренции Лоджию дель Грано (Loggia del Grano; «Мучной склад», 1619), став, таким образом, одним из архитекторов, которые использовали архитектурный тип флорентийской лоджии для складских и торговых целей. Правда, до него это сделали Джованни Баттиста дель Тассо в Меркато Нуово (1547) и Джорджо Вазари в Меркато Веккьо (1567).
Под руководством Париджи были устроены, а затем расширены Сады Боболи, а также осуществлены перестройки в Палаццо Питти (1631—1633). Вместе с сыном Альфонсо он работал над созданием амфитеатра в садах Боболи (1630—1634). Париджи устраивал сценические представления в сложнейших декорациях с различными эффектами пиротехники и сценических машин. Свои фантазии он сохранял в гравюрах. В этой работе он успешно сотрудничал с французским гравёром Жаком Калло. Пейзажи, нарисованные и награвированные Джулио Париджи, позволяют проследить его влияние на творчество Жака Калло. Столь многообразная деятельность характерна для художественной жизни Флоренции периода барокко и маньеризма.
Среди художников, посещавших его занятия в Академии, были: его сыновья Альфонсо, архитектор, инженер, сценограф и гравёр, и Андреа, инженер, ландшафтный архитектор; Антонио Кантагаллина, знаток перспективы, и его брат Джован Франческо, ландшафтный архитектор и мастер фортификационных сооружений. Среди других мастеров, испытавших влияние Париджи, — рисовальщик и гравёр Эрколе Баццикалува, Джованни да Сан-Джованни, «его ученик в перспективе и архитектуре», а также, некоторое время, Стефано делла Белла, Баччо дель Бьянко и Агостино Тасси. Влияние Париджи испытали молодые аристократы, которые также посещали Академию: члены семьи великого герцога, а также Оттавио Пикколомини, герцог Амальфи, маркиз Алессандро даль Борро и многие другие.
В 1634 году Джулио начал возведение собственной капеллы в церкви Сан-Феличе, в которой он был похоронен на следующий год.

## Галерея
- «Герцогский флот аргонавтов» (парад кораблей на реке Арно по случаю свадьбы Козимо Медичи с Марией Австрийской. Офорт Ремиджио Кантагаллина по рисунку Дж. Париджи. 1608
- Аллегория рек. Тушь, перо, кисть. Частное собрание
- «Дворец славы». Из серии «Семь интерлюдий» к свадебному торжеству Козимо Медичи во Флоренции. Офорт Ремиджио Кантагаллина по рисунку Дж. Париджи. 1608
- Гротеск. Деталь фрески в «Комнате математиков» Галереи Уффици во Флоренции. 1699
- Аллегория корабля Америго Веспуччи среди богов. Офорт к свадьбе Козимо Медичи. 1608
- Из серии «Интермедии». Офорт Ж. Калло по рисунку Дж. Париджи